# Ела Бејкер
Ела Бејкер (енгл. Ella Baker; Норфок, 13. децембар 1903 — Њујорк, 13. децембар 1986) је била афроамерички активиста за људска права. Организовала је скуп 1960, из кога је настао Студентски комитет за ненасилну координацију. Такође је била координатор групе Фридом рајдерс (група која је контролисала спровођење одлуке америчког Врховног суда о укидању расне сегрегације).
Ела Бејкер је рођена у Норфоку у Вирџинији, а одрасла је у руралној Северној Каролини. Похађала је Универзитет Шо у Ралију, и дипломирала 1927, када се преселила у Њујорк. Желела је да похађа дипломске студије из социологије, али је то било време Велике депресије, па је морала да се запосли да би се издржавала. Одбила је да предаје, што је у то време била једна од ретких професија отворених за црнкиње. Уместо тога је радила као келнерица и фабричка радница. Током 1929. и 1930, је била у редакцији Америчких западно индијских новости. 1930. се умешала у потрошачку адвокатуру, формиравши Кооперативну лигу младих црнаца.
Године 1938, је отпочела њена дуготрајна повезаност са Националном асоцијацијом за напредак обојених људи (НААЦП). Пуно је путовала, посебно по америчком југу, као теренски секретар НААЦП-а, а затим као директор огранака. Регрутовала је чланство, прибављала новац и организовала локалне кампање. Бејкерова је формирала мрежу људи са југа који ће постати значајни у борби за грађанска права. Напустила је своју лидерску улогу у НААЦП-у 1946. Вративши се у Њујорк, радила је са НААЦП-ом на десегрегацији школа, поставши председник њујоршког огранка НААЦП-а 1952. Дала је оставку на то место 1953, да би се безуспешно кандидовала у Градски одбор Града Њујорка на листи Либералне партије.
Године 1958, Ела Бејкер је отишла у Атланту да успостави канцеларију Јужњачке хришћанске лидерске конференције (СЦЛЦ), и да организује програм регистрације гласача. Остала је у Атланти две и по године као извршни директор СЦЛЦ-а док на то место није дошао Вајат Ти Вокер априла 1960. Исте године, Бејкерова је убедила вођство СЦЛЦ-а да позове студенте јужњачких универзитета на Јужњачку омладинску лидерску конференцију на Универзитету Шо, на ускршњи викенд. На овом састанку је настао Студентски комитет за ненасилну координацију (СНЦЦ). Говорила је након Мартина Лутера Кинга и Џејмса Лосона. Њен говор Више од хамбургера је натерао слушаоце да широко размишљају о питању расне дискриминације. Након конференције је напустила СЦЛЦ, и отишла да ради са СНЦЦ.
Од 1962. до 1967, Бејкерова је радила у Фонду за образовање јужњачке конференције (СЦЕФ), који је тежио да помогне белцима и црнцима да заједно раде.
Године 1964, је помогла у успостављању Демократске странке слободе мисисипија (Mississippi Freedom Democratic Party) (МФДП) као алтернативе Демократској странци у Мисисипију. Утицај МФДП на Демократску странку је помогао при избору многих црначких вођа у Мисисипију, и учинио да дође до промене правила како би се омогућило женама и припадницима мањина да буду делегати не Демократској националној конвенцији.